# Эмото, Акира
Акира Эмото  (яп. 柄本 明 Эмото Акира);  род. 3 ноября 1948, Тюо) — японский актёр.

## Биография
Родился 3 ноября 1948 года в Токио. После окончания технического вуза он устроился на работу в торговую компанию, но желание стать актёром в итоге перевесило. Эмото стал студентом драматического класса театральной труппы «Маруи» под руководством Нобуо Канеко.
Акира Эмото является двукратным лауреатом премии Японской киноакадемии (1999, 2011). На его счету также награда «Майнити» за лучшую мужскую роль второго плана (2004).
Его жена — актриса Кадзуэ Цуногаэ (1954—2018). Оба их сына, Тасуку (род. 1986) и Токио (род. 1989) также стали актёрами.

## Фильмография
- Ученики Гиппократа (1980) — Като
- Река Дотомбори (1982) — Исидзука
- Мужчине живётся трудно. Фильм 29: Торадзиро и любовь гортензии (1982) — Кондо
- Последний дубль (1986) — режиссёр Саэки
- Дуньхуан (1988) — Лю Цзиминь
- Мужчине живётся трудно. Фильм 41: Любовное путешествие Торадзиро (1989) — Хёма Сакагути
- Сумо достало! (1992) — профессор Токити Анаяма
- Годзилла против Космического Годзиллы (1994) — майор Акира Юки
- Свет иллюзий (1995) — Ёсихиро
- Давайте потанцуем? (1996) — Тору Мива
- Угорь (1997) — Тамоцу Такасаки
- Доктор Акаги (1998) — доктор Фуу Акаги
- 11 сентября (2002) — Сакичи
- Затойчи (2003) — хозяин винной лавки
- Зебрамен (2004) — Кани
- Воспоминания о Мацуко (2006) — Кодзо
- Мастер го (2006) — Кэнсаку Сэгоэ
- Ящик нечисти (2007) — Коширо Мимасака
- Ити (2008) — отец Тораи
- Йон Рабе (2009) — Иванэ Мацуи
- Атака на Пёрл-Харбор (2011) — Мицумаса Ёнаи
- Годзилла: Возрождение (2016) — главный секретарь кабинета министров
- Песнь Лу, что возвещает рассвет (2017) — дедушка
- Магазинные воришки (2018) — Кавадо
- Эгоист (2023) — Ёсио Сайто